# Yakshagana
Yakshagana (kannada ಯಕ್ಷಗಾನ, yakṣagāna, tulu ಯಕ್ಷಗಾನ) ist ein mit stark geschminkten und kostümierten Darstellern aufgeführter, traditioneller Tanztheaterstil im südindischen Bundesstaat Karnataka. Sein Verbreitungsgebiet ist der Küstenstreifen und das Bergland der Westghats mit der Region Malnad zwischen den Distrikten Udupi und Shivamogga im Norden und dem Kasaragod-Distrikt von Kerala im Süden. Zwei Hauptrichtungen (tittus) unterscheiden sich nach Tanzformen, Kostümen, Make-up und Musik: der nördliche Stil badagutittu und der südliche Stil tenkutittu. Der Name yakshagana, zusammengesetzt aus Sanskrit yaksha, eine Klasse von Halbgöttern, und gāna („Lied“), steht seit dem 1. Jahrtausend n. Chr. für eine bestimmte musikalische Form, der heutige Tanztheaterstil entwickelte sich im 16. oder 17. Jahrhundert.

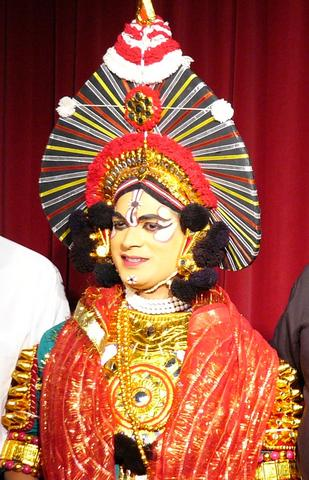
Ein Prinz oder junger Krieger mit der Krone kedage mundale und der runden Brustplatte yede kattu. Die schwarze senkrechte Linie mit Kreis auf der Stirn zeigt ihn als Vishnu-Charakter

Das Yakshagana-Theater wird von professionellen Truppen aufgeführt, die ab Oktober/November mit dem Beginn der Trockenzeit bis zu deren Ende im April umherziehen und auf Einladung von Hindutempel-Verwaltern oder einzelnen Gläubigen Aufführungen durchführen, die traditionell im Freien stattfinden und die ganze Nacht dauern. Seit der Mitte des 20. Jahrhunderts haben sich in den Städten und besonders in Mangaluru kommerziell erfolgreiche Veranstaltungen vor bezahlendem Publikum etabliert, deren Handlungsablauf auf zwei bis drei Stunden komprimiert wird. Die Darsteller sprechen Kannada, seit dem 20. Jahrhundert im südlichen Gebiet auch Tulu.
Lieder und Musik bilden ein wesentliches Element der Aufführungen. Die in Verse gekleideten Themen stammen mehrheitlich aus den großen indischen Epen Ramayana, Mahabharata und aus den Puranas. Der Schauspieldirektor und Erzähler (bhagavata) gibt den Takt mit einer Zimbel (tala) vor, seine Begleitmusiker spielen die zweifellige Doppelkonustrommel (maddale), die Zylindertrommel (chande) und als Borduninstrument Harmonium oder Shrutibox.

## Geschichte
Die frühesten Tänzer waren gemäß dem Rigveda die Götter, in einem Hymnus werden sie nrutyamano devata, „tanzende Götter“ genannt. In den Bewegungen des Wettergottes Indra könnten sich für die damaligen Hymnendichter Wolken, Donner und Regen als Tanz der Naturkräfte symbolisiert haben. Die vedischen Dramen besaßen zu ihrer Entstehungszeit eine kultische Funktion und wurden gesungen, in Dialogform oder szenisch dargeboten und stellen den Ursprung des überlieferten volkstümlichen Ritualtheaters dar.
In Indien bestehen bis heute nicht nur äußere Ähnlichkeiten zwischen religiösen Ritualen und religiösen Volkstheatern, deren Charakter meist durch eine mythische Erzählung geprägt ist, beide werden oft aus derselben Absicht organisiert und wollen dasselbe Ziel erreichen. Ein vedisches Feueropfer oder ein Drama in einem Tempel können gleichermaßen die Bitte um einen männlichen Nachkommen beinhalten. Religiöse Theaterformen einschließlich Yakshagana verdanken ihre Entstehung dem andächtigen Bhakti-Kult, der in Südindien ab der Mitte des 1. Jahrtausends zu einem wesentlichen Aspekt des hinduistischen Glaubens wurde.

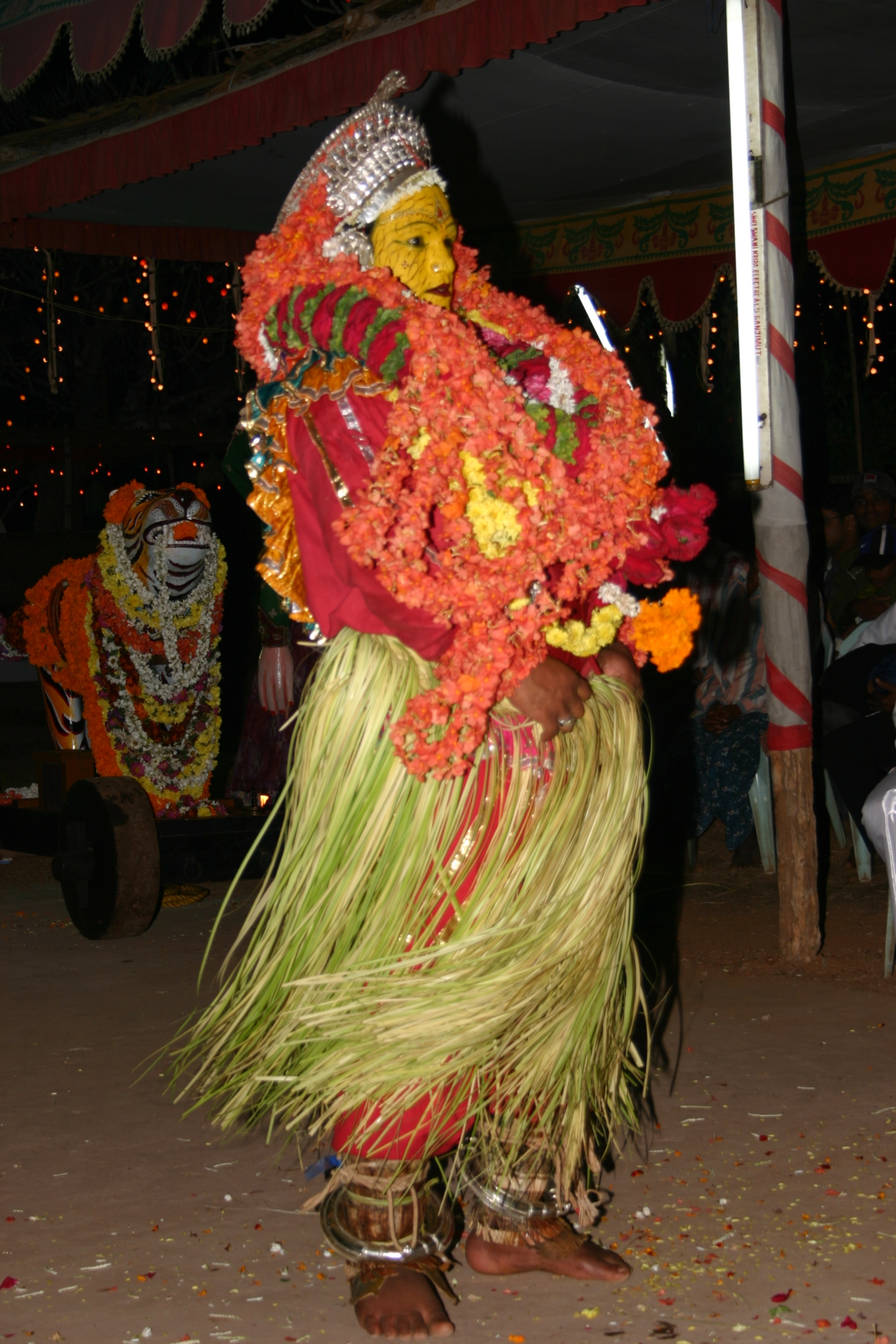
Tänzer bei einem Ritual für die Bhutas (bhuta kola) als Pili-Chamundi-Geist im Nellitheertha-Höhlentempel in Dakshina Kannada

Eine weitere Inspirationsquelle für Yakshagana ist die Verehrung von Bhutas im Volksglauben. Bhutas sind Geister, übernatürliche Wesen in wechselnden Erscheinungsformen, die sich zwischen Himmel und Menschenwelt bewegen, übelwollend oder hilfreich sind. In Südindien werden sie als Steinmale, Masken, Metallobjekte oder Holzskulpturen repräsentiert. Im Bhuta-Kult zeigt sich die enge Verbindung von Drama und Ritual. Eine 1872 in Mangaluru beschriebene, magische Beschwörung von Bhuta-Bildnissen, die von der im Verbreitungsgebiet des Yakshagana lebenden Billava-Kaste (früher überwiegend Toddy-Sammler) durchgeführt wurde, enthielt alle Elemente eines Tanztheaters einschließlich Liedern, Kostümen, Masken, Dialogen und einer Erzählhandlung. Für das Yakshagana-Theater wurden Elemente aus dem Bhuta-Kult in eine neue Form gebracht und ihres magisch-rituellen Charakters entledigt. In dieser Region Karnatakas heißt das Ritual, mit dem die Bhutas verehrt werden bhuta kola, und in Kerala wird das rituelle Bhuta-Theater teyyam aufgeführt.
Das klassische Sanskrittheater erlebte nach der gängigen Einschätzung seinen Höhepunkt im 1. Jahrtausend und ging im 15./16. Jahrhundert allmählich zurück. Es entwickelte sich hin zu poetischen Ausdrucksformen, während das Volk die Sprache Sanskrit kaum noch verstand. Dennoch wurden bei religiösen Festen in den Tempelhallen (Mandapas) weiterhin Sanskrittheater aufgeführt – in Rajasthan und Gujarat bis zur islamischen Eroberung Anfang des 14. Jahrhunderts – bei denen der Normalbevölkerung zum Verständnis nur die Gesten der Schauspieler blieben. Der zunehmende Einfluss des Volkstheaters zeigte sich früh durch eingefügte Passagen in Prakrit und Apabhramsha.
Das Wort yakshagana wird in der Kannada-Literatur ab dem 10. Jahrhundert erwähnt, wo es einen nicht näher erläuterten Tanz- oder Musikstil bezeichnete, der unabhängig von den Stilen der klassischen indischen Musik war. Zu jener Zeit schrieben viele Komponisten unterschiedliche Lieder und Theaterstücke auf Kannada, die mit dem Oberbegriff yakshagana versehen wurden. Das 15. und 16. Jahrhundert brachten viele neue Theaterformen, die von der gestärkten Bhakti-Bewegung ausgingen. Heilige und Dichter wie Tulsidas (um 1532–1623), Swami Haridas (15. Jahrhundert), Srimanta Sankardeva (1449–1568) aus Assam und Chaitanya Mahaprabhu (1486–1533) schrieben zahlreiche Dramen und verbreiteten ihre religiöse Lehre.
Am Lakshminarayana-Tempel im Dorf Kurugod (gehört zur Kleinstadt Somasamudra im Ballari-Distrikt) wurde eine Inschrift aus dem Jahr 1556 gefunden, nach der einer Darstellertruppe Pachtland übereignet worden war als finanzielle Unterstützung, um im Tempel Aufführungen von tala maddale zu geben. Damit war eine Form mit der Zimbel tala und der Trommel maddale begleiteter Lieder gemeint, die als Vorläufer des Yakshagana-Musikstils gelten und heute noch aufgeführt werden. Die Lieder waren thematisch auf gesungene Gebete für die Götter im Tempel beschränkt. Mit der Zeit kamen in Versform erzählte Geschichten (katha prasanga) aus den Epen und Puranas hinzu. Der Haupterzähler des tala maddale (auch tal-maddale) ist der bhagavata, seine Begleiter werden arthadhari genannt, sie übersetzen die „Bedeutung“ (artha) der vom bhagavata gesungenen Verse für das Publikum. Tala maddale wird im Sitzen aufgeführt, es gibt weder Tänzer, Schauspieler noch Kostüme. Das Stilmittel Vortrag durch gesungene Verse mit Prosadialogen heißt vachika abhinaya (sanskrit vachika, „Worte“, abhinaya, körperliche Repräsentation des Dramas). Der bhagavata sitzt mit seinen Begleitern an einer zentralen Stelle und beginnt mit der Erzählung, die vor ihm sitzenden arthadharis nehmen verschiedene Rollen ein (etwa die der fünf Pandava-Brüder) und verkörpern sie in Dialogen. Tala maddale stellt den Übergang zwischen der erzählenden und der dramatischen Form des Yakshagana dar.
Das früheste bekannte Yakshagana-Drama stammt aus dem Jahr 1564, verfasst von einem gewissen Vishnu aus Ajapura (in Dakshina Kannada), es basiert auf Virata Parva, dem vierten Buch des Mahabharata. Aus der Zeit zwischen dem 16. und dem 19. Jahrhundert blieben etwa 300 solcher Dramen in Form von Palmblatt-Manuskripten erhalten. Das älteste Manuskript des Sabhalakshana wird in das Jahr 1621 datiert, die Einübung dieses Stücks stellt bis heute für die jungen Tänzer einen wesentlichen Teil der Ausbildung dar. Nach diesen Manuskripten und nach Tempelinschriften entwickelte sich Yakshagana als Volksschauspiel Anfang des 16. Jahrhunderts.
Quelle der ersten Dramen waren wohl die Vishnu-Erzählungen des Bhagavatapurana. Demnach wäre das Yakshagana-Theater das südindische Gegenstück zu den Raslila genannten nordindischen Volkstänzen, mit denen die Zuneigung zu Krishna zum Ausdruck gebracht wird und deren Themen aus denselben Texten schöpfen. Dies bestätigen Namen für die Stücke wie Bhagavathara Ata oder Dashavatara Ata, in denen die Krishna-Verehrung zum Ausdruck kommt. Schließlich bezeichnet bhagavata die Hauptfigur auf der Bühne: den Schauspieldirektor, der alle Szenen kommentiert und dirigierend eingreift. Allmählich wurde etwa ab der zweiten Hälfte des 16. Jahrhunderts das Yakshagana-Repertoire um Legenden aus dem Mahabharata, Ramayana und aus den Puranas erweitert.
Bis Anfang des 20. Jahrhunderts waren fast 150 Stücke (sanskrit prasangas, gemeint sind „Episoden“) gedruckt, das Repertoire einiger Truppen umfasste zu jener Zeit 20 bis 30 Stücke, von denen jedes annähernd 300 Lieder und Szenen beinhaltet, die gesungen und getanzt werden. Ab den 1920er Jahren kamen zahlreiche prasangas als preisgünstige Büchlein für jedermann auf den Markt, von denen die meisten heute nicht mehr erhältlich sind. 1981 wurde die Zahl der Stücke mit über 40 angegeben. Seit den 1950er Jahren treten die Truppen wirtschaftlich erfolgreich in Zelten mit Bestuhlung gegen Eintritt auf. Derzeit sind etwa 30 professionelle Yakshagana-Truppen (melas) während der Spielsaison unterwegs. Kota Shivaram Karanth (1902–1997) trug wesentlich zur Entwicklung und Popularisierung des Yakshagana im 20. Jahrhundert bei, er wird bei der historischen Erforschung des Tanzstils als die führende Autorität zitiert. Um die Mitte des 20. Jahrhunderts schuf er eine auf zwei bis drei Stunden reduzierte Fassung des yakshagana badagutittu-Stils für die Theaterbühne. Besonders die religiösen Huldigungstänze (allgemein purvaranga) vor Beginn der eigentlichen Aufführung fielen der Schere zum Opfer. Dafür kamen neue Themen hinzu, die nicht aus der indischen Mythologie stammen.

## Verbreitung

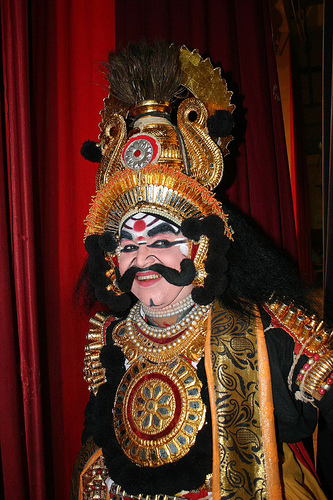
Duryodhana, der älteste der 100 Kaurava-Brüder im Mahabharata

Der Yakshagana-Musik- und Tanzstil war einst über ein großes Gebiet der südindischen Bundesstaaten Karnataka, Andhra Pradesh und Tamil Nadu verbreitet. Als im Jahr 1565 die muslimischen Dekkan-Sultanate in der Schlacht von Talikota das Vijayanagar-Reich endgültig besiegt hatten, flohen viele Brahmanenfamilien aus Karnataka und ließen sich in Thanjavur in Tamil Nadu nieder. In dieser Stadt und in einigen Dörfern der Umgebung entfalteten sie die in der mitgebrachten Bhakti-Tradition stehende Liedform der kirtanas. Aus dem 17. Jahrhundert gibt es zahlreiche Hinweise auf die Aufführungspraxis des Yakshagana-Tanzdramas, das am Hof von Thanjavur komponiert und mit aktiver Unterstützung der Könige gepflegt wurde. Der dortige Yakshagana-Musikstil enthielt sowohl ältere Liedgattungen wie dvipada, dhavala, ela und ragada als auch pada, eine zeitgenössische Komposition im kirtana-Stil.
Auch die muslimischen Herrscher von Golkonda sorgten im 17. Jahrhundert für eine liberale Atmosphäre, in welcher die hinduistische Kultur und insbesondere die Bhakti-Bewegung gedeihen konnte. Der Bhakti-Anhänger Madanna war als Minister beim König Abul Hasan Qutb Shah (Tana Shah, reg. 1672–1687) von Golkonda angestellt und organisierte selbst Yakshagana-Truppen, die im Land umherzogen, um den Bhakti-Glauben zu verbreiten.
Heute gehört Yakshagana vor allem zum Kannada-Sprachgebiet. Die beiden Hauptstilrichtungen sind der nördliche Stil yakshagana badagutittu von Uttara Kannada (Nord-Kanara-Stil) und yakshagana tenkutittu von Dakshina Kannada (südlicher Stil). Weitere als Yakshagana bezeichnete Formen sind doddata in Karnataka, yakshagana kuchipudi und yakshagana kuravanji in Andhra Pradesh sowie yakshagana bhagavata mela in Tamil Nadu.
Kuravanji gehört zu den Stammesgruppen der Narikurava und Yerakula. Hauptfigur der Geschichten, die vom Liebesleid einer Prinzessin handeln, ist ein Wahrsager der Narikurava. Die volkstümlichen (desi) Geschichten fanden ab dem 17. Jahrhundert den Weg an den Fürstenhof von Thanjavur, wo sie in die klassische Dichtkunst (marga) übernommen wurden. Bhagavata mela ist ein zur Bhakti-Tradition gehörendes Ritualtheater von Tamil Nadu, das bis heute nur an den Tempeln in drei Dörfern um Thanjavur aufgeführt wird und dessen Themen aus dem Bhagavatapurana stammen. Der Verbreitungsschwerpunkt des Volksdramas doddata (auch mudalapaya) liegt im Nordosten Karnatakas. In kraftvollen Tänzen werden mythologische Schlachten nachgestellt, die Sprache der mit hoher Stimme in einem endlosen Wortschwall vorgetragenen Dialoge ist stark von Sanskritwörtern durchsetzt. Weitere zu Yakshagana gerechnete Volkstheaterstile sind mudalpaya im südlichen Karnataka, der rituelle Maskentanz somana kunita, kelike und ghattadakore im Norden. In Andhra Pradesh kommt der ähnliche Stil vithi natakam (sanskrit „Straßen-Drama“) vor, hiermit verwandt sind auch kattaikkuttu (auch terukkuttu) in Tamil Nadu und tamasha in Maharashtra. In einer stilistischen Beziehung stehen auch nordindische Volksdramen mit Tanzelementen und rein unterhaltendem Charakter wie nautanki, die weit verbreitete swang-Tradition und das Volksdrama khyal von Rajasthan. Die Tanzstile Karnatakas werden unter dem allgemeinen Begriff bayalata zusammengefasst, der „Aufführung im Freien“ bedeutet.
Die bekannteste Form ist yakshagana badagatittu bayalata. Laut K. S. Karanth liegt der Ursprung dieses Stils im Malnad-Bergland zwischen Udupi und Ikkeri (im Shivamogga-Distrikt), da die meisten frühen Verfasser von Stücken aus dieser Gegend stammen und Udupi seit dem 13. Jahrhundert ein Zentrum der Krishna-Verehrung im Bhakti-Kult ist. Die früheren regionalen Namen des Yakshagana, bhagavatara ata und dashavatara ata, unterstützen diese Vermutung. Bhagavatara ata bedeutet, dass es in den Stücken um die dash-avatara, also die „zehn Avataras“ Vishnus geht, bhagavatara ata bezieht sich auf den Purana Srimad Bhagavatam und ata heißt „Bühnenstück“.
Im Unterschied zu Krishna wird dessen Bruder Balarama nur an wenigen Stellen in Indien verehrt. Dass sich nahe Udupi ein Balarama-Tempel befindet, gilt als weiterer Hinweis, denn die Verehrung von Balarama gehört zu den Ritualen des yakshagana badagatittu.

## Aufführungspraxis
Yakshagana ist geprägt durch ein volkstümlich-ritualisiertes Konzept und eine klassisch-ästhetische Form. Die inhaltliche Grundlage bilden die prasangas (Episoden), in denen die mythologischen Geschichten in Versen verarbeitet sind. Die prasangas sind Adaptionen der kannadasprachigen Versionen der großen Epen und der Puranas. Das Mahabharata wurde von Kumara Vyasa (Naranappa, 15. Jahrhundert) als Gadugu Bharata auf Kannada neu geschrieben, von Narahari (16. Jahrhundert) stammt die gängige Kannada-Fassung des Ramayana mit dem Titel Torave Ramayana. Jeder der angeblich über 500 existierenden prasangas, von denen 40 bis 50 regelmäßig aufgeführt werden, enthält etwa 100 bis 200 Lieder, die mit Hinweisen für die musikalische Umsetzung überschrieben sind, also mit den Namen für den zu verwendenden Raga (melodische Basis) und den Tala (rhythmische Struktur). Mit diesen ergänzenden Angaben ist die musikalische Komposition hinreichend bestimmt.

### Choreografie

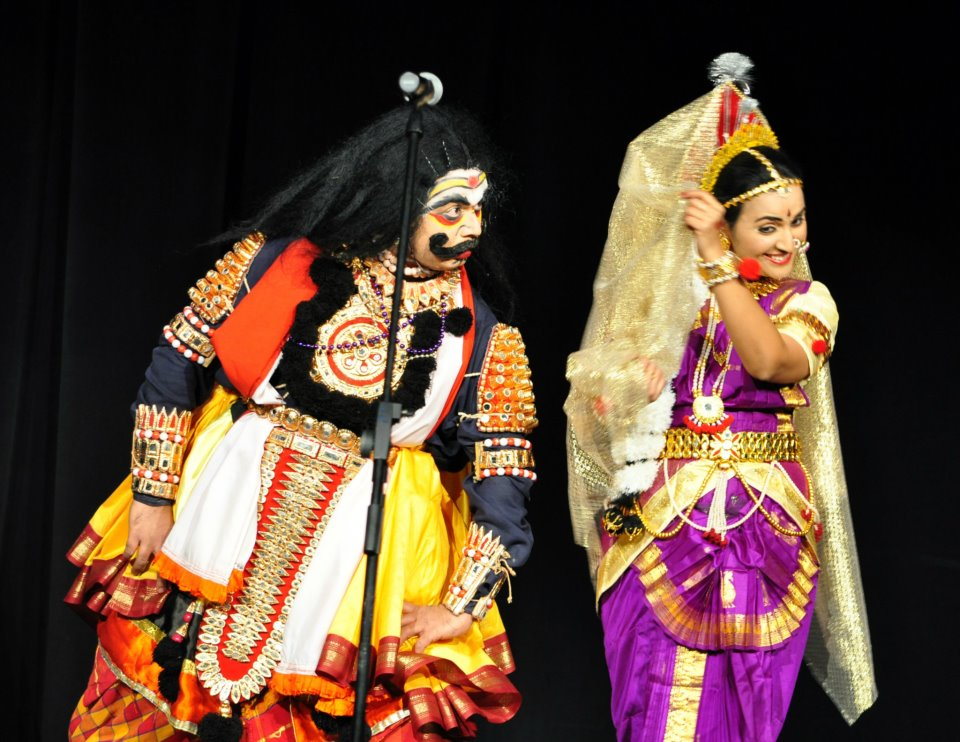
Der Dämon (Asura) Bhasmasura, wie er trickreich im Tanz von der schönen Mohini, einer Herabkunft Vishnus besiegt wird. Geschichte aus dem Bhagavatapurana

Grundsätzlich siegt in den Stücken der Tapfere über den Bösen und am Ende geht nach einer großen Schlacht alles gut aus. Meist müssen die Götter eingreifen und für einen glücklichen Ausgang sorgen. Das einzige Schauspiel ohne Schlacht ist eine Liebesgeschichte, die von Krishna und Chandravali handelt. Krishna flirtet mit Chandravali, der Schwester seiner Frau Rukmini. Obwohl der bhagavata seine Lieder in der Alltagssprache vorträgt, sind sie im Klangteppich der Trommeln schwer verständlich. Die Tanzeinlagen stellen nur einen geringen Teil der gesamten Aufführung dar, weshalb es dem Publikum trotz der Erklärungen des bhagavata schwerfällt, die einzelnen Charaktere zu erkennen und dem Gang der Handlung zu folgen.
Früher verkörperten männliche Darsteller beide Geschlechterrollen, heute können alle Rollen auch Frauen übernehmen. Den einzelnen Charakteren sind spezifische Bewegungsmuster und Schrittfolgen zugeordnet. Am gebräuchlichsten sind Kreisbewegungen, Halbkreise, Zick-Zack-Bewegungen, Achter und gerade Schritte vorwärts in allen Richtungen. Es gibt Sprünge, Pirouetten und Drehungen auf den Knien. Der Ursprung vieler festgelegter Bewegungen liegt in den Ritualtänzen nagamandala, die für den Schlangengott Naga durchgeführt werden, andere Tänze besitzen mehr Gestaltungsspielraum und gehorchen lediglich den rhythmischen Vorgaben der Trommeln. Die Auswahl an Handbewegungen ist begrenzt, typisch für Yakshagana sind Hände, die sich schraubenförmig vor- und zurückdrehen und eine entsprechende Bewegung des Oberkörpers und der Schultern verlängern.
Neben menschlichen Darstellern werden Yakshagana-Stücke auch als Puppentheater mit Marionetten aufgeführt. Die etwa 45 Zentimeter hohen Figuren halten sich genau an die stilistischen Vorgaben ihrer größeren Vorbilder.

### Kostüme und Make-up
Die Charaktere kommen bis auf einige Randfiguren nicht aus der Alltagswelt, sondern aus der Mythologie und werden dementsprechend phantastisch dargestellt. Zu Göttern gehören andere Kostüme (vesha), Gesichtsbemalungen und Kopfputze als zu Jägern, die an ihren Turbanen erkennbar sind. Das bösartige Wesen von Dämonen soll deutlich erkennbar sein. Kostüme und Make-up werden nach den grundlegenden Eigenschaften der Charaktere klassifiziert. Besondere Bedeutung kommt dem grellbunten Make-up zu, das maskenartig wirkt und das Muskelspiel des Gesichts nahezu verbirgt. Echte Masken tragen im badagatittu-Stil nur drei Figuren: der Kopf des Opferpferdes beim Ashvamedha, der Bulle Nandi und ein bestimmter Geist. Im Licht der Öllampen oder neuerdings der elektrischen Beleuchtung glitzern die goldenen und silbernen Zierstreifen an den Kostümen und an den hohen, strahlenkranzförmigen Kopfputzen.
Es gibt eine standardisierte Ausstattung für männliche Rollen, die durch die Farbe des Gewandes individualisiert wird. So trägt Dharmaraya, der leibhaftige Rechtschaffene, eine grüne Jacke und unterscheidet sich so von seinen temperamentvolleren Brüdern Bhima und Arjuna mit roten Jacken. Dharmaraja ist der Ehrenname für den Todesgott Yama und bezeichnet im Mahabharata Yudhisthira, den ältesten der Pandavas. Andere Jacken sind schwarz. An ihrer und der Länge der Bärte, der Haarfarbe und der Art des Kopfputzes lässt sich das Alter der Figur erkennen. Mit zunehmendem Alter werden die Jacken länger.
Zwei der beiden Hauptströmungen im Hinduismus sind Shivaismus und Vishnuismus. Die in den prasangas agierenden Charaktere werden folgendermaßen typisiert, wobei die meisten zur vishnuitischen und einige wenige (bezeichnete) zur shivaitischen Richtung gehören:
- edle männliche Krieger, Könige, Prinzen und Götter,
- weibliche Figuren wie Königinnen, Prinzessinnen, Göttinnen und Dienerinnen,
- der Guru (Acharya), ein religiöser Lehrer, der im Yakshagana besonders die Kriegskunst unterrichtet (shivaitisch),
- der mythische Weise oder Seher, Rishi (zum Teil shivaitisch),
- ein Jäger oder Waldbewohner von kriegerischer Natur, Kirata,
- ein Gandharva, allgemein sind dies mit Musik befasste Himmelswesen, im Yakshagana ist es ein eher bösartiger Waldbewohner,
- der Dämon Rakshasa, als weibliche Figur Rakshasi und Familienmitglieder, die nicht als Dämonen betrachtet werden (shivaitisch),
- weibliche Kriegsteilnehmerinnen und
- zum Götterhimmel gehörende Tiere wie der Affengott Hanuman im Ramayana; der Vogel Garuda, Vishnus Reittier; und Shivas Reittier, der Bulle Nandi.
- Nicht in den prasangas erwähnt wird die komische Figur Hasyagara, die als Wächter, Diener oder Bote fungiert.

Außer einer Jacke (dagale) gehört zu einem typischen Kostüm einer männlichen Figur eine schwarze weite Hose (ijaru); ein zehn Meter langer, rot und gelb gemusterter Stoffstreifen (kase sire, von kase „Hüftband“ und Hindi sari, dem Wickeltuch von Frauen), der von den Hüften bis knapp über den Boden reicht und wie bei einem Dhoti zwischen den Beinen etwas nach oben gezogen ist; eine dicke, mehrfach um den Hals geschlungene Kette (koralu addike); eine kreisrunde Brustplatte (yede kattu); Schulterklappen (tola bapuri); Gürtel- und Gürtelschnallen (odyana); Reifen an den Handgelenken (kai chinna) und an den Fußgelenken (kalu kadage) sowie Schellen (gejje) ebendort. Weibliche Charaktere tragen eine eng anliegende Bluse (ravake), den sire lang herabhängend und mit seinem freien Ende (Kannada: seragu, Hindi: aanchal) über Brust und linke Schulter geschlungen, einen breiten Gürtel (sontada dabu) um die Taille, den Kopfputz (mundale) als Krone (sirobhusana), Armreifen (bale) an den Handgelenken, üppigen Halsschmuck (kanthihara), einen Anstecker (nattu) an der Nase und Ohrringe (ole kuchu).
Die glänzenden Ornamente an der Kleidung bestehen aus mit Gold- oder Silberfolie überzogenen Holzformen und aus aufgenähten Spiegeln. Die Farben Rot und Grün richten sich tendenziell nach dem Temperament der Charaktere, Abweichungen kommen vor, wenn die Farbe der Jacke mit der des Kopfputzes in Verbindung stehen soll. So tragen die beiden häufig kriegerischen Waldbewohner Gandharva und Kirata dennoch keine roten, sondern grüne Jacken, weil diese einen farblichen Kontrast zu ihren roten Kopfaufbauten (mundasu) bilden.

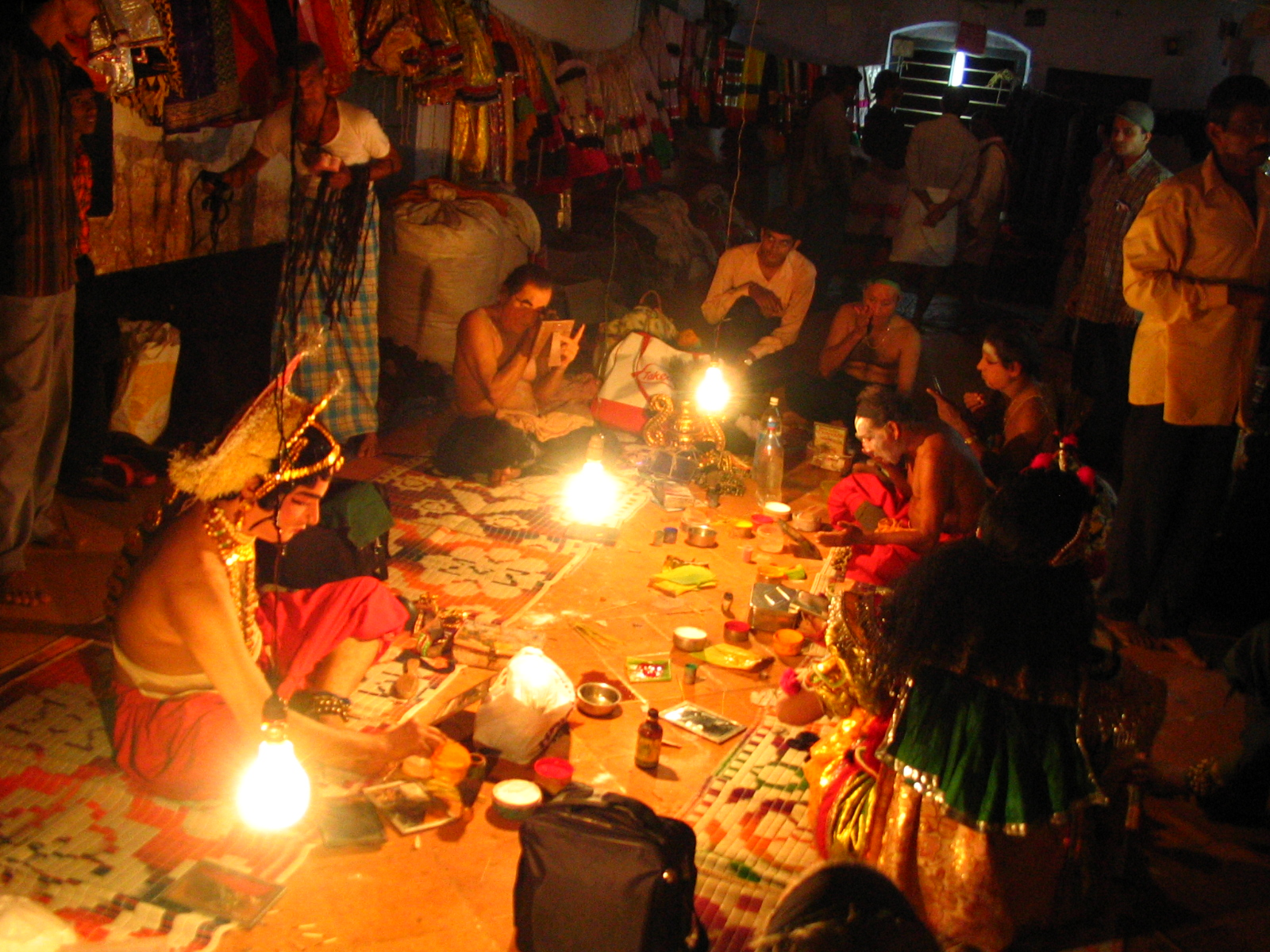
Schminken vor der Vorstellung

Das Make-up der Yakshagana-Figuren richtet sich nach den Festlegungen der hinduistischen Tradition. Vishnu-Anhänger bemalen ihr Gesicht mit einer bestimmten Anordnung von senkrechten Streifen (tilaka). Shiva-Anhänger bevorzugen waagrechte Streifen, ein senkrechtes, linsenförmiges Zeichen, das Shivas drittes Auge symbolisiert oder den Dreizack (trishula, auch als liegender Halbkreis). Entsprechende Muster kennzeichnen die Charaktere im Yakshagana. Krieger und Könige tragen meist einen schwarzen senkrechten Strich auf der Stirn, der von einem weißen Feld umgeben ist, dieses Feld wird gelegentlich von einem roten Rand begrenzt. Die fünf vishnuitischen Symbolzeichen (mudras, „Siegel“, ansonsten Handgesten) finden sich in vereinfachter Form an den Schläfen der Yakshagana-Figuren. Sie stellen die Wurfscheibe (chakra), das Schneckenhorn (shankha), die Keule (gada), die Lotosblüte (padma) und Vishnu als Narayana dar und werden mit einem, in eine Paste aus weißer Erde (gopichananda) oder ockerfarbenem Lehm gedrückten Messingstempel aufgebracht. Bei den Yakshagana-Charakteren werden die Mudras nicht mit einem Stempel, sondern in einem religiösen Akt mit dem Mittelfinger der rechten Hand aufgemalt. Gandharva und Kirata blicken durch ein ovales rotes Feld rings um ihre Augen furchterregend. Die Affen aus dem Ramayana, Hanuman, Sugriva und Vali, tragen ebenso vishnuitische Muster mit einem schwarzen Strich und einem Kreis in dessen Mitte auf ihren bunten Gesichtern.
Shivaitische Zeichen kommen nur beim Guru, dem Rishi und den Rakshasas vor. Diese Figuren sind an waagrechten weißen Linien, teilweise abwechselnd mit Rot, auf der Stirn erkennbar. Das Zeichen hat keinen besonderen Namen und ist landläufig als bhasma bekannt. So heißt die heilige Asche, mit der sich fromme Hindus Gesicht und Körper bei der rituellen Reinigung einreiben. Den finsteren Charakter der Rakshasas bringen wieder rotumrandete Augen zum Ausdruck.
Fünf Farben werden verwendet: Weiß (Kannada bili) besteht aus Zinkoxid, Rot (Kannada kempu, als rote Farbe beim Yakshagana inglika) bestand zumindest bis 1980 aus Quecksilberoxid, Gelb (haladi) ist pulverisiertes Auripigment und als Schwarz nimmt man entweder Ruß (kadige) oder als Fertigmischung käufliche Kajalpaste. Ein grünes Gesicht haben nur ein weiblicher Dämon (Rakshasi) und Hanuman. Mit rostroter Farbe (kumkuma) wird gelegentlich ein zu leuchtendes Rot nachgedunkelt. Abgesehen vom Rakshasa, der seine Farben direkt auf das Gesicht aufmalt, tragen die übrigen Darsteller zunächst eine hellorange Grundierung auf und darüber die gewünschte Endfarbe. Nach Ende der Vorstellung wird die Farbe mit Kokosöl abgewaschen.
Eine besondere Gesichtsbemalung kennzeichnet den Rakshasa-Charakter. Auf sein zunächst schwarz, rot und gelb bemaltes Gesicht wird eine weiße plastische Masse (chitte) aufgeklebt, die aus einem Teil Kalkmehl und zwei oder acht Teilen Reispaste besteht. Beide Stoffe werden mit Wasser zu einem Teig verrührt und nach einem Tag Ruhezeit etwas angefeuchtet und dann mit einem Holzstäbchen in etwa zwei Zentimeter hohen Wülsten aufgetragen. Die Anordnung der Streifenmuster bleibt der Phantasie des Darstellers überlassen. Außer bei den Rakshasas kommt chitte bei einigen himmlischen Tieren vor und bei Atikaya, dem Sohn des Dämonenkönigs Ravana und seiner zweiten Frau Dhyanamalini. Er trägt, ähnlich wie Hanuman, chitte-Paste und mehrfarbige senkrechte Streifen auf seiner Stirn.
Ein schwarzer Schnurrbart (messe) und ein Bart (kangri) sind Zeichen für eine erwachsene Figur, Jugendliche tragen keinen Bart, der lange wollene Bart von sehr alten Männern ist weiß oder blond. Der schwarze Schnurrbart des Rakshasa besteht aus Wolle, sein Vollbart als einziger aus weißem Karton.
Wichtiger als der Bart, um die Bedeutung der Figur zu charakterisieren, ist der Kopfputz (mundale). Hierbei unterscheidet sich der „Turban“ (mundasu) von der „Krone“ (kirita). Ersterer ist ein hoher Aufbau aus mehreren Stoffwicklungen (atte), die innen mit trockenem Reisstroh gefüttert sind. Hierzu gehört der von jungen Kriegern und Prinzen getragene kedage mundale, bestehend aus fünf bis sechs Lagen Stoff, und der etwas größere Turban (mundasu im engeren Sinn) der männlichen Erwachsenen und des Gandharva. Karna, einer der laut dem Mahabharata größten Krieger und der König des Reiches Anga sowie sein Sohn Vrishaketu tragen einen paku yelavastra, wieder ein anderer Turban gehört zum kriegerischen Waldbewohner Kirata. Der König trägt eine Krone (raja kirita) aus Holz, die mit Goldfolie überzogen und mit spiegelnden Metallplättchen bestückt ist. Die Affen besitzen ihre eigene Krone (hanuman kirita) und die Rakshasa-Familie ihre bannada kirita.

### Ablauf der Veranstaltung

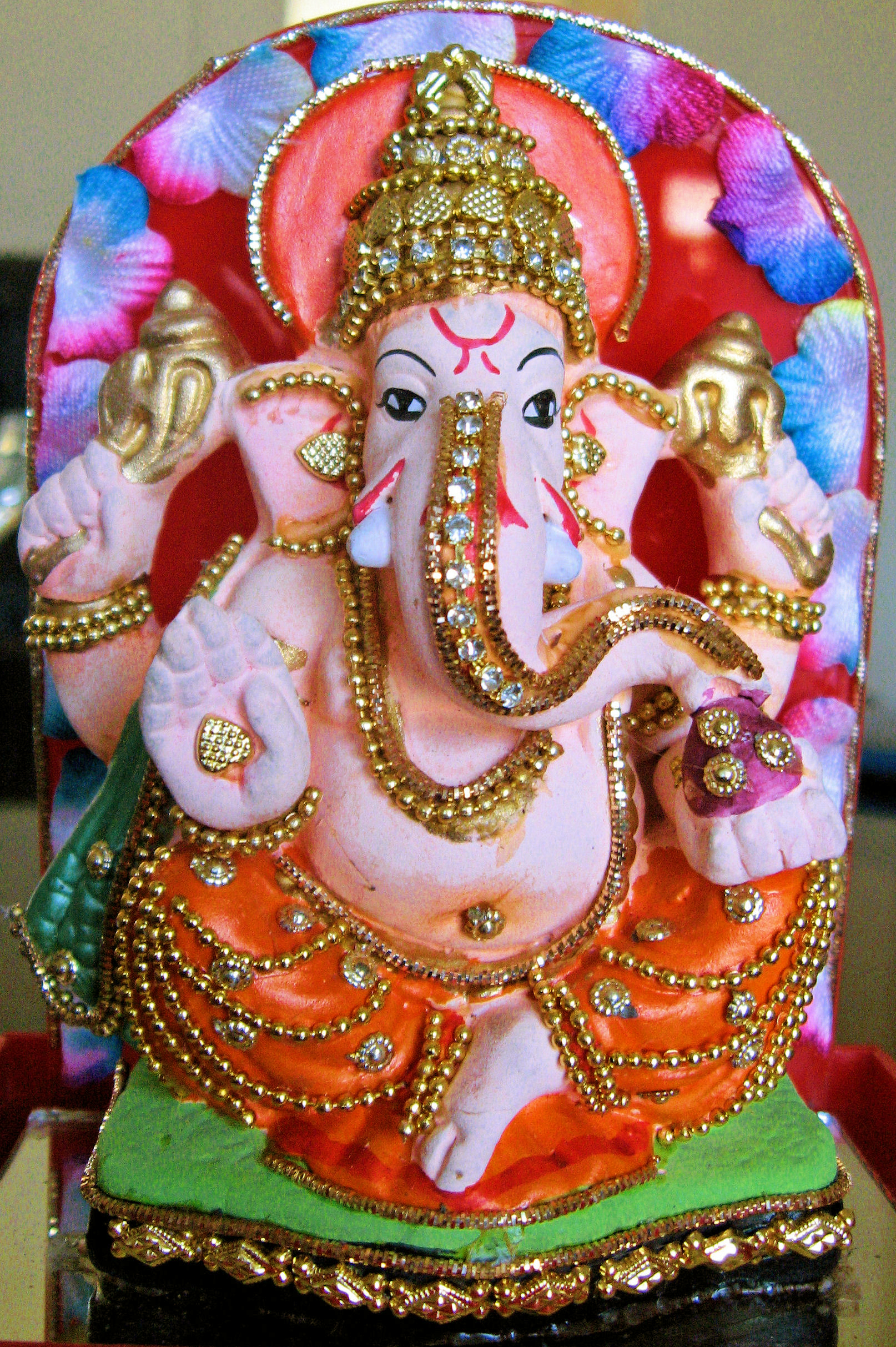
Der glückbringende Ganesha wird vor jeder Veranstaltung angerufen

Die traditionellen Aufführungen der Wanderschauspieler finden wie bei den meisten Volkstheatern an einem geebneten Platz (Bühne, rangasthala) auf freiem Feld statt, in der Regel auf abgeernteten Reisfeldern, sie beginnen abends und dauern die ganze Nacht. Öllampen und Gasdruckleuchten erhellten nachts die Szene, bis sich die für heutige Aufführungen übliche elektrische Beleuchtung durchzusetzen begann. Eine typische Gemeinsamkeit bei vielen Theatern mit rituellem Hintergrund ist die Aufstellung eines heiligen Pfostens bei Festbeginn. So wird zum Beispiel beim großen Indra Jatra-Fest, das den Anlass für das Maskentheater mahakali pyakhan bietet, am Ende der Regenzeit (September) in Kathmandu ein hoher Zeremonialpfosten aufgestellt. Dasselbe geschieht in Ostindien vor Beginn der chhau-Maskentänze beim Chaitra Parva-Fest. Parallelen finden sich in Japan und Korea. Für den abendlichen Aufbau beim Yakshagana wird der Aufführungsort rituell durch die Aufstellung von vier Pfosten definiert, die eine rechteckige Bühne von etwa 4,5 × 5,5 Metern begrenzen. Eine Schmalseite bildet den Zuschauerrand, als Bühnenhintergrund wird ein Vorhang zwischen den hinteren beiden Pfosten gespannt. An den Spitzen der Pfosten festgebundene Mangozweige sollen nach indischer Tradition Glück bringen.
Die Musiker sitzen auf der Bühne auf einer Plattform vor dem rückwärtigen Bühnenabschluss und hinter einer niedrigen Stoffbahn (tere), den zwei seitlich stehende Bühnenhelfer gespannt halten. Mit einem ähnlichen niedrigen Vorhang werden die Musiker beim kathakali und kutiyattam in Kerala verborgen.
Jede Truppe besteht aus mindestens 15 Schauspielern, den veshadharis (vesha, „Kleidung“, „Kostüm“), und 5 Musikern (himmelas). Neben dem bhagavata, dem Hauptsänger und Leiter, gehören dazu: Sein Assistent sangitagara; der männliche Hauptdarsteller Eradaneya vesha; der Dämon Rakshasa vesha; eine Dämonin Rakshasi vesha; zwei Mundasu veshas (die den gleichnamigen Kopfputz tragen); ein Purusha vesha als zweiter männlicher Hauptdarsteller; Muraneya vesha, die dritte männliche Rolle; Mukhya strivesha, die weibliche Hauptdarstellerin; Sakhi strivesha, die zweite weibliche Rolle und Muraney strivesha, die dritte. Die beiden eingangs aufgetretenen Balarama und Krishna als Jugendliche heißen balagopalas. Es fehlen noch zwei Gehilfen, kodangis, und der Narr Hasyagara. Zur Musikgruppe gehören ein maddalegara, der führende Spieler der Doppelkonustrommel maddale, zwei weitere maddale-Spieler und ein chandegara, Spieler der Zylindertrommel chande. Im Hintergrund agieren ein Manager, der Organisation und Finanzen regelt, und zwölf technische Helfer mit genau festgelegten Aufgabengebieten. Dem Chef der Begleitmannschaft unterstehen neun Mitarbeiter und zwei Köche.
Vor Beginn der Aufführung erfolgt außerhalb der Bühnenfläche (im Aufenthaltsraum der Schauspieler oder einem entsprechend definierten Platz im Freien) mit der Beschwörung (puja) von Ganesha ein obligatorisches Ritual, genannt sabhalakshana, mit dem um gutes Gelingen für die gesamte Veranstaltung geworben wird. Die Statue des Gottes wird vom Chef der Begleitmannschaft, dem Ganapati pettige, aufgestellt, dem auch die Ehre zukommt, selbige auf Reisen zu transportieren.
Ganesha könnte ein vorarischer Gott der Stammesbevölkerung gewesen sein, der mit Fruchtbarkeit in Verbindung stand. Später wurde der glückbringende Elefantengott als Sohn von Shiva in dessen Eigenschaft als kosmischer Tänzer Nataraja selbst zu einem Symbol für Tanz. Der Ganesha-Kult begann im 6. Jahrhundert und wurde im 10. Jahrhundert mächtig. Seitdem gehört Ganesha zum Kult fast aller Volkstheater und wird angerufen, um Hindernisse zu beseitigen.
Danach schreitet der Bühnendirektor (bhagavata) würdevoll mit seinem Begleiter (sangitagara) zur Bühne und der Prolog beginnt. Es treten die beiden jugendlichen Charaktere Balarama und Krishna (Gopala) auf, die im Einführungstanz (oddolaga) das anschließende Drama umreißen. Ihnen folgen zwei weibliche Figuren aus dem Umfeld von Krishna: seine erste Gemahlin Rukmini und Satyabhama, seine dritte. Sie tanzen alle für weibliche Rollen typischen Konfigurationen. Nach deren Abgang beginnt das eigentliche Schauspiel. Die Darsteller betreten durch den rückwärtigen Vorhang die Bühne und verkörpern ihre Rollen als Gottheit, Dämon oder König, während gleichzeitig der bhagavata sie anspricht. In seinen gesungenen Dialogen mit den Charakteren und seinen Monologen ins Publikum erklärt der bhagavata den Gang der Handlung und wer welche Rolle darstellt. Bei ihm liegt die Verantwortung für den planmäßigen Ablauf der Aufführung. Der bhagavata kann von einem zweiten Sänger (sangitagara) assistiert werden, der ihn bei bestimmten musikalischen Phrasen begleitet und ihn unterstützt, wenn er eine Pause braucht.
Abschließend äußern sich der bhagavata und einige Darsteller wohlwollend über ihren Auftraggeber, der sie eingeladen und die Veranstaltung finanziert hat, begeben sich zurück in ihren Aufenthaltsraum, wo sie noch einmal die dort aufgestellten Götterstandbilder segnen und ehrende Lieder singen.

### Musik

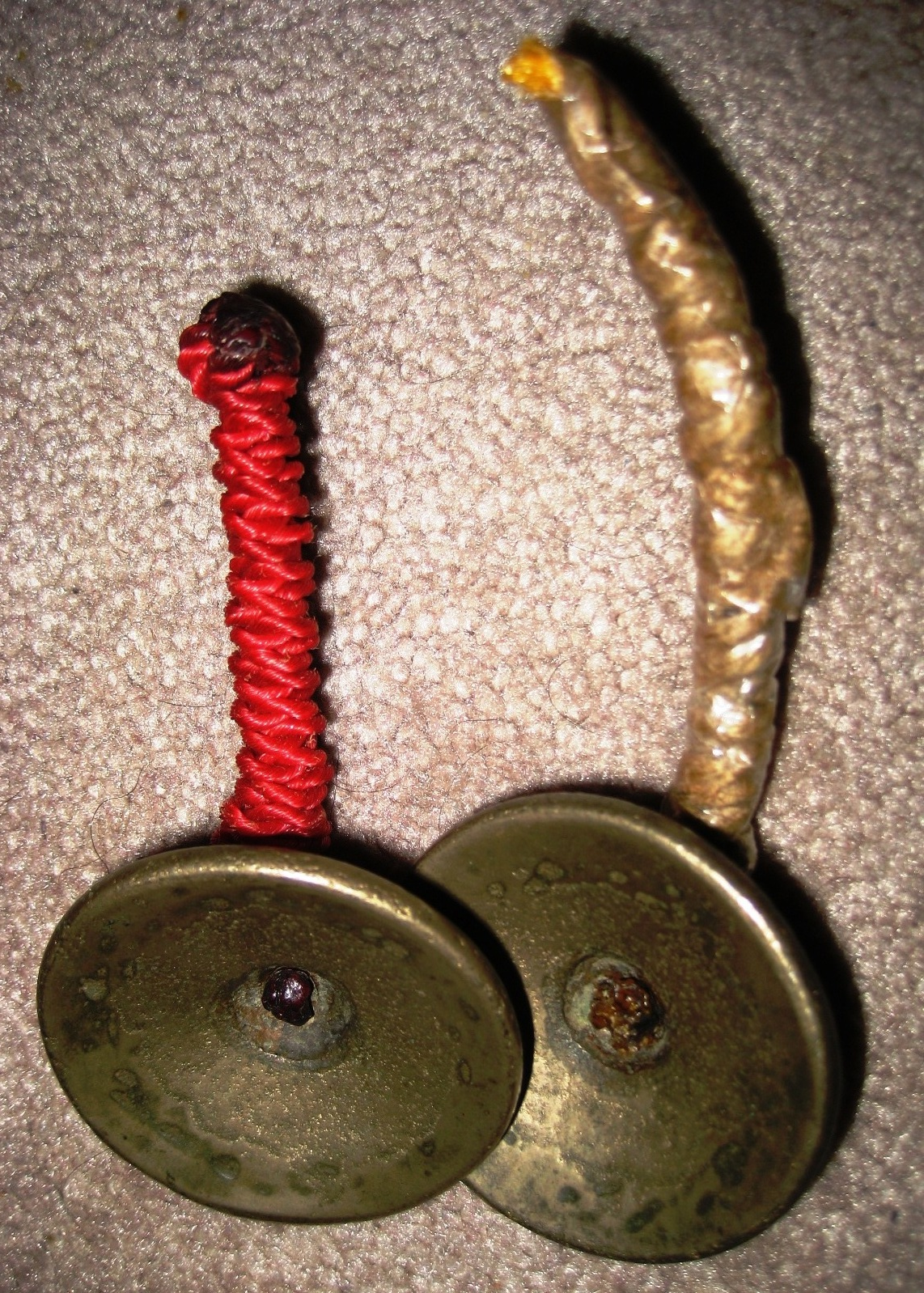
Zimbeln (talas), mit denen der bhagavata den Takt angibt

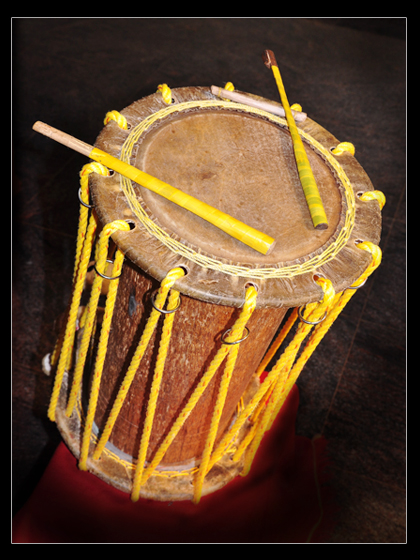
Zylindertrommel chande

Lieder und instrumentale Musik erwecken die Aufführung zum Leben. In den Liedtexten wird das Thema ausgebreitet, und nach den Trommelrhythmen richten sich die Bewegungsabläufe der Tänzer. Zu den Musikinstrumenten gehören üblicherweise drei in waagrechter Position mit den Händen gespielte Doppelkonustrommeln maddale und eine stehende, mit Stöcken geschlagene einfellige Zylindertrommel chande. Den Bordunton (shruti) liefert heute meist ein Harmonium, früher war es die als Schlangenbeschwörertröte bekannte pungi oder eine mukhavina (südindisches Doppelrohrblattinstrument, kleiner als die nadaswaram). Der Einfachheit halber klemmt der Harmoniumspieler (shrutigara) die benötigten Tasten mit Hölzchen nach unten, so dass er nur mit einer Hand den Blasebalg betätigen muss. Mit den Zimbeln (tala) hält der bhagavata für die Trommler und die Tänzer den Takt. Die maddale ist während der Beschwörungszeremonie für Ganesha im Aufenthaltsraum zu hören und beim anschließenden Vorspiel (abbara bidtige) auf der Bühne. Unmittelbar vor Beginn der Aufführung spielt die maddale einige festgelegte, prasanga pithike genannte Rhythmen. Die chande mit ihrem schärferen, höheren Ton tritt nur bei bestimmten Momenten von besonderer emotionaler Dichte hinzu, wenn Charaktere neu die Bühne betreten oder bei der großen Schlacht.
Es gibt zwei Gruppen von Liedern, die einen werden ohne Tänze vorgetragen und umschreiben den äußeren Rahmen der Geschichte. Die Mehrheit der Lieder sind jedoch in einem für die Tänzer passenden rhythmischen Zeitmaß komponiert. In dazwischengeschobenen Szenen sprechen die Darsteller in Prosa improvisierten Text, der sich im Dialog an den bhagavata oder an andere Darsteller richtet. In jüngster Zeit sind die eloquenten Dialoge immer mehr ausgeufert und können sich nun über Stunden hinziehen. Die alte Form tala maddale erfährt hier eine Wiederbelebung.
Die musikalischen Strukturen entwickelten sich in der Blütezeit der Yakshagana-Kompositionen im 17. und 18. Jahrhundert. Zu einer Zeit waren nach den erhaltenen Palmblatt-Manuskripten bis zu 150 yakshagana ragas bekannt, festgelegte auf- und absteigende Tonfolgen, deren spezifischer Charakter in der Hervorhebung einzelner Noten liegt. Um 1980 beschränkte sich die Auswahl auf etwa 20 Ragas, wobei im Unterschied zu klassischen Sängern, die über ein genaues Verständnis der musikalischen Natur des Ragas verfügen sollten, Yakshagana-Sängern allgemein ungefähre theoretische Kenntnisse genügen und sie häufig während eines Liedes zwischen einzelnen Ragas wechseln. K. S. Karanth sammelte etwa 60 Yakshagana-Ragas. Die gestalterischen Freiheiten sind für einen nicht-klassischen Stil wie Yakshagana größer.
Typischerweise ist die Stimme des bhagavata recht hoch, häufig unterbricht er nach ein bis zwei Worten abrupt oder dehnt einzelne Silben ungewöhnlich stark in die Länge. Durch die hohe Tonlage und die für Aufführungen im Freien notwendige laute Stimme, besonders bei der dynamischen Steigerungen, die zu den Schlachtenszenen gehören, benötigt er Pausen, in denen sein Assistent zum Einsatz kommt. Da Musik durchgängig zu hören sein muss, modernisierte K. S. Karanth die Vorstellungen, indem er in den Gesangspausen des bhagavata anstelle des zweiten Sängers Violine und Saxophon einführte.
Das zweite musikalische Konzept, die rhythmische Struktur folgt ebenfalls oftmals nicht streng dem für das Lied gesetzten Tala. Im Badagatittu-Stil kommen sechs Talas vor: eka tala mit vier Schlägen, jhampe tala mit fünf Schlägen, rupaka tala mit sechs, tishra tripude mit sieben, adi tala mit acht und asti tala mit 14 Schlägen. Ein weiterer, ungleichmäßiger Rhythmus (ti ti tai) hat sieben Schläge. Unabhängig von diesen Einteilungen in Ragas und Talas sind religiöse Andachtslieder (kannada tumiri), die sich vom nordindischen thumri-Stil herleiten. Die anderen Volkslieder mit eigenen melodischen und rhythmischen Traditionen werden thematisch in harake (religiöses Opferlied), tillani (Preislied für einen Gott oder König), jogula (Wiegenlied), lavani (Arbeitslied, humorvoll) und sobhane (erotisches Lied bei Hochzeiten) eingeteilt.

## Ausbildung und Sozialgefüge
Früher zogen die Schauspieltruppen zu Fuß von Dorf zu Dorf und spielten nachts unter freiem Himmel und bei freiem Eintritt. Im Dakshina Kanara-Distrikt gab es in den ersten Jahrzehnten des 20. Jahrhunderts sechs oder sieben Truppen, die zu einem Tempel gehörten, die Truppen wurden entweder von den Tempeln bezahlt oder spielten auf Einladung eines Reichen aus der Oberschicht. Das Repertoire bestand etwa aus 20 Stücken, welche die Darsteller auf Anfrage innerhalb weniger Stunden zur Aufführung bringen konnten.

### Traditionelle Ausbildung
Vor Einführung des britischen Schulsystems während der Kolonialzeit gab es in der Region aigala matha genannten Schulunterricht, der in einem Tempel oder gelegentlich in einem Privathaus stattfand. Als Stoff für den Leseunterricht (vachana, „Lesen“) dienten die Yakshagana-Inhalte, die prasangas mussten auswendig gelernt und auf Palmblättern oder später auf Papier niedergeschrieben werden. Lernziel war, die indischen Epen in ihren Adaptionen auf Kannada zu kennen.
Die Ausbildung zum Yakshagana-Darsteller geschah nach der traditionellen Methode durch Auswendiglernen langer Textpassagen und Nachahmung dessen, was andere Tänzer einer professionellen Truppe (mela) auf der Bühne vorführen, während der Schüler bereits in einfachen Rollen vor Publikum agiert. Der Gesangsstil tala maddale bot den Schülern die Gelegenheit, die Lieder zu hören und sich den Text einzuprägen. Während der viermonatigen Regenzeit von Juni bis September gaben die Lehrer (Gurus) die Ausbildungsinhalte in einem persönlichen Unterricht an ihre Schüler weiter. Hierfür bezogen die Jungen eine Unterkunft in der Nähe ihres Lehrers, um von ihm täglich zwei bis drei Stunden unterrichtet zu werden, falls der Lehrer keine anderen Verpflichtungen an einem Tag hatte. Wer schreiben konnte, fertigte in der Zeit vor dem Buchdruck begehrte Kopien der Stücke auf Palmblättern an. War ein Lehrer mit den Fortschritten eines Schülers nicht einverstanden, entließ er ihn, die anderen setzte er mit hohen Anforderungen unter Druck. Grundsätzlich gab es weder im Lehrer-Schüler-Verhältnis noch bei der Rollenverteilung Kastenschranken, so nahmen Brahmanen-Schüler auch Unterricht bei Niedrigkastigen.
Die Spielsaison in der Trockenzeit bot wenig freie Zeit für Einzelunterricht, der bhagavata konnte aber seinem jugendlichen Darsteller und Assistenten (sangitagara) auf dem mehrstündigen Fußmarsch, den die Truppe ins nächste Dorf unternahm, einiges erzählen. In welcher Form auch immer die Ausbildung stattfand, sie war unsystematisch, verzichtete weitgehend auf Theorie und war in ihrem Ablauf von den Gegebenheiten abhängig. Die Theorie erwuchs aus der Praxis.

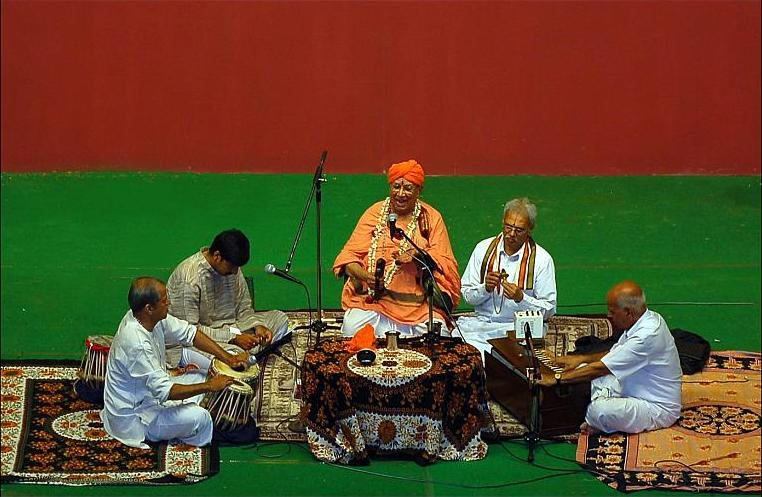
Bhadragiri Achyuta Das und seine Begleiter mit tabla, Harmonium und Zimbeln (tala) spielen Harikatha in der Stadt Saligrama im Mysuru-Distrikt

Eine besondere, zu Yakshagana gehörende Gesangs- und Theaterform war Huvinakolu, eine Aufführung von Gesang und Dialogen im Umfeld des Dashahara-Festes zu Beginn der Trockenzeit im Oktober. Die Gruppe bestand aus einem Sänger und einem Trommelspieler, die einige Jugendliche um sich scharten, mit denen sie, auf einer am Boden ausgebreiteten Matte sitzend, ihre Lieder und Geschichten darboten. Solche Gruppen zogen zehn Tage lang umher und spielten auf dem Hof von Bauerngehöften, um als Belohnung Reis, Kokosnüsse und andere Geschenke entgegenzunehmen. Neben den erhaltenen Einnahmen war dies ein gutes Training für den Nachwuchs einer mela.
Die Solo-Aufführung Harikatha (Hari, Anrede Gottes/Krishnas; katha, Erzählform) stellte eine weitere Möglichkeit dar, die klassische Mythentradition in Versen und als musikalische Unterhaltung zu tradieren, etwa vergleichbar mit villu pattu, einer volkstümlichen Erzähltradition in Tamil Nadu. Harikatha-Gruppen kamen durch Einladung von Tempeln oder reichen Grundbesitzern für einen oder mehrere Tage an einen Ort.
Für die Jungen begann der Unterricht mit acht bis zehn Jahren, wenn sie sich während der Trockenzeit gegen freie Verpflegung einer mela anschlossen und mit ihr herumzogen. Es gab Klassenunterschiede zwischen Jungen, die zur Verwandtschaft der Darsteller gehörten und privilegiert waren und den anderen, die nach Verlassen der Schule zu Hause keine rechte Arbeit fanden und ihren Eltern nicht zur Last fallen sollten. Letztere durften ebenso lernen, erhielten Essen, wurden ansonsten aber als Handlanger behandelt. Sie wuschen die Kleider und trugen die Ausrüstung. Der bhagavata oder ein anderer Lehrer der Truppe erhielt für seinen Unterricht von den privilegierten Schülern etwas Geld (kanike). Das meiste lernte und lernt ein Schüler bis heute als Teilnehmer der nächtlichen Vorstellungen.
Seine erste Rolle ist die des jungen Witzboldes (kodangi), dessen tänzerische Fähigkeiten nicht besonders ausgeprägt sein müssen. Ein, zwei oder bis zu sechs kodangis können sich betätigen, indem sie Sprünge und einige einfache Tanzschritte machen. Ab der dritten Saison wechselt der Schüler als balagopala vesha in die Rolle des jugendlichen Krishna oder Balarama. Er praktiziert nun alle sieben Tanzrhythmen (talas), erlernt also talajnana, die Kenntnis der Rhythmusmuster, und singt Lieder zum Lobe Krishnas. Balagopalas werden von kodangis begleitet, die wenig Älteren zeigen also bereits ihre Tanzschritte den Anfängern. Während dieser Zeit macht der Schüler die ersten Versuche, den Turban (kedage mundale) und sein sari-artiges Tuch zu wickeln sowie ein einfaches Make-up aufzutragen.
Anschließend, nach der Lernphase des kodangi und des balagopala vesha, schlüpft er in weibliche Rollen, die zwei von Krishnas Frauen darstellen (striveshas) und den körperlichen Gefühlsausdruck abhinaya verlangen. Diese treten auch auf der Bühne nach den ersten beiden Rollen auf. Den langen oddolaga-Tanz vor dem Beginn des eigentlichen Stückes, eine Spezialität des Yakshagana, tanzen alle Charaktere etwa eine halbe Stunde lang im Kreis zusammen. Dies bietet den Schülern die Gelegenheit, eine große Zahl der Yakshagana-Tanzschritte mitzuverfolgen, während der bhagavata sie auf der Bühne anleitet.
Nach vier bis fünf Jahren hat sich der Schüler zu den jungen Krieger-Helden Abhimanyu und Babhruvahana, zwei von Arjunas Söhnen vorgearbeitet. Nun sollte er allmählich in der Lage sein, improvisierte, literarisch anspruchsvolle Reden vorzutragen. Die späteren Rollen werden entsprechend dem physischen Erscheinungsbild des Darstellers zugeteilt; elegante feingliedrige Schauspieler übernehmen zwangsläufig weibliche Rollen, kräftig gebaute mimen Dämonen, für die kleineren ergibt sich der purusha vesha, der zweite männliche Hauptdarsteller.
Früher gab es in dem Maß keine Spezialisierung, wie sie heute üblich ist, ein bhagavata konnte auch die Trommeln maddale und chande spielen und zum Tänzer gehörte ohnehin die Gesangsausbildung. Da genug melas umherzogen, bot sich für jeden Schüler die Möglichkeit, bei einer Truppe unterzukommen.

### Heutige Ausbildung
In den 1940er Jahren kam eine etwas systematischere Art der Ausbildung hinzu. Professionelle Lehrer, die nicht selbst Yakshagana-Darsteller waren, unterrichteten Jugendliche in Tanz und Rhythmik in eigenen Klassen an verschiedenen Orten. Der Schwerpunkt lag zwar in der praktischen Übung, schloss aber die Kunstform mit ein, sodass dieser Unterricht letztlich zur Popularisierung von Yakshagana beitrug. Von hier aus wechselten die Schüler in eine der melas.
Die heutige Ausbildung dauert mit Unterricht bei einem Privatlehrer bis zum Erwerb umfangreicher Kenntnisse ungefähr zehn Jahre. 1971 wurde mit dem Yakshagana Kendra in Udupi die erste, heute noch bestehende College-Ausbildung eingerichtet. Weitere Schulen in Dharmasthala (Tehsil Belthangady), Hangarakatte (Tehsil Udupi) und Gunavante bei Honavar (Hafenstadt im Norden) folgten. Die begrenzte Zahl der Ausbildungseinrichtungen kann die Nachfrage der Yakshagana-Truppen nach ausgebildeten Darstellern nicht decken. Deren Mitglieder haben kaum noch Zeit, selbst Nachwuchs auszubilden, da sie außerhalb der Saison Angebote auf städtischen Bühnen in anderen Regionen Indiens annehmen. Zugleich ist durch die modernen Kommunikationsmittel die Bedeutung von Yakshagana als Medium für die Weitergabe der Mythentradition zurückgegangen.
Um 1980 wurden im Yakshagana Kendra in Udupi jährlich zehn bis zwölf Schüler aufgenommen. Bis dahin waren seit der Eröffnung 1971 annähernd 100 Schüler aufgenommen worden, von denen 50 oder 60 anschließend in einer mela arbeiteten. Obwohl der Ausbildungsgang auf zwei Jahre angelegt war, verließen praktisch alle Teilnehmer bereits nach einem Jahr die Schule aus Kostengründen und weil ihnen ihre Kenntnisse ausreichend schienen, um eine Bühne zu betreten. Im Tempel von Dharmasthala existiert eine Schule für den südlichen tenkuthittu-Stil.
Die 1934 gegründete Truppe Keremane Mela aus Gunavante unterhält ein 1996 gegründetes Ausbildungszentrum an ihrem Heimatort. Die Truppe gab auch im westlichen Ausland zahlreiche Konzerte.